# Lepidopilum verrucipes
Lepidopilum verrucipes är en bladmossart som beskrevs av Cardot in Grandidier 1915. Lepidopilum verrucipes ingår i släktet Lepidopilum och familjen Daltoniaceae. Inga underarter finns listade i Catalogue of Life.